# ولاية النعامة
ولاية النعامة، ( بالأمازيغية ⵜⴰⵎⵏⴰⴹⵜ ⵏ ⵏⵄⴰⵎⴰ ) إحدى ولايات الجزائر، تقع في الشّمال الغربي من الجزائر، وتغطي مساحة مقدارها 29 000 كم مربع ويصل تعداد سكانها إلى 260000 نسمة (إحصاء 2016)، وهي ذات كثافة سكانية منخفضة تصل إلى 4 أشخاص لكل كم مربع فقط، رمزها: 45 وعاصمتها بلدية النعامة.
و أكبر مدنها هي مدينة المشرية (جوهرة الجنوب الغربي)، أكبر بلديات ولاية النعامة من حيث عدد السكان و المساحة تتجاوز 90000(ن) (إحصائيات2016) أكبر مدينة بها كثافة سكانية وعدد سكان هائل ونشاط اقتصادي كثيف حركة تجارية متنوعة وتحمل عدة نشاطات مختلفة

## الجغرافيا
تنتمي ولاية النعامة إلى منطقة الهضاب العليا و تعتبر مدخلاً للصحراء الكبرى، وهذا يمنحها تنوعًا جغرافيًا إستثنائيًا. ولاية النعامة يمر عليها سلسلة الأطلس الصحراوي مع أقصى قمة في جبل عيسى بارتفاع (2236 متر) الموجود في عين الصفراء.
يحدها من الشمال ولاية تلمسان وسعيدة، من الشرق ولاية البيض، من الجنوب ولاية بشار، من الغرب مع الحدود الجزائرية المغربية.
- مناخ النعامة قاري وجاف في الشتاء تنخفض درجة الحرارة إلى تحت الصفر (-10°) وفي الصيف ترتفع إلى (45°).

الشارع الرئيسي بمدينة النعامة.

## لمحة تاريخية
أحدثت ولاية النعامة بعد التقسيم الإداري سنة 1984. وكانت سابقا تابعة لولاية سعيدة. النعامة، منطقة ريفية صغيرة، اختيرت عاصمةً للولاية بعد صراع بين قبيلتين من مدينتين لهما نفس الوضع الإداري، قادرتان على الوصول إلى هذا المستوى الهرمي: المشرية (قبيلة حميان) وعين الصفراء (قبيلة عمور).

## السكان
وفقا لتعداد 2008، يبلغ عدد سكان ولاية النعامة 192.891 نسمة مقارنة بـ 127.314 نسمة في عام 19983. وتجاوزت 5 بلديات آنذاك حاجز 10.000 نسمة.
| ذكور   | فئة عمرية     | إناث   |
| ------ | ------------- | ------ |
| 469    | 85 سنة وأكثر  | 371    |
| 647    | 80 إلى 84 سنة | 511    |
| 996    | 75 إلى 79 سنة | 820    |
| 1٬177  | 70 إلى 74 سنة | 1٬144  |
| 2٬013  | 65 إلى 69 سنة | 1٬683  |
| 1٬745  | 60 إلى 64 سنة | 1٬656  |
| 2٬449  | 55 إلى 59 سنة | 2٬225  |
| 3٬541  | 50 إلى 54سنة  | 3٬484  |
| 4٬139  | 45 إلى 49 سنة | 3٬818  |
| 5٬472  | 40 إلى 44 سنة | 5٬249  |
| 7٬079  | 35 إلى 39 سنة | 6٬685  |
| 8٬530  | 30 إلى 34 سنة | 8٬096  |
| 9٬912  | 25 إلى 29 سنة | 10٬036 |
| 10٬079 | 20 إلى 24 سنة | 10٬257 |
| 9٬807  | 15 إلى 19 سنة | 9٬500  |
| 9٬560  | 10 إلى 14 سنة | 9٬193  |
| 9٬507  | 5 إلى 9 سنوات | 9٬157  |
| 11٬107 | 0 إلى 4 سنوات | 10٬645 |
| 71     | غير معروف     | 62     |

## السياحة
تعتبر النعامة ولاية تراثية وتاريخية مهمة تزخر بالعديد من الشخصيات التاريخة المقاومة والكتاب والمفكرين الجزائريين مثل الصافية كتو التي تعتبر من أهم كتاب القصص الخيالية باللغة الفرنسية وغيرها، كما اكتشف ديناصور بمنطقة صفيصيفة سمي قصوروص....
تتميز ولاية النعامة بالمناطق السياحية المميزة نذكر منها: تيوت، ورقة، عين بن خليل، عين الصفراء...
النعامة بوابة الصحراء وجوهرة الجنوب الغربي لما تزخر به من معالم أثرية مثل نقش على الحجر بتيوت وبقايا الديناصورات بصفصيفة.

واحة التيوت.
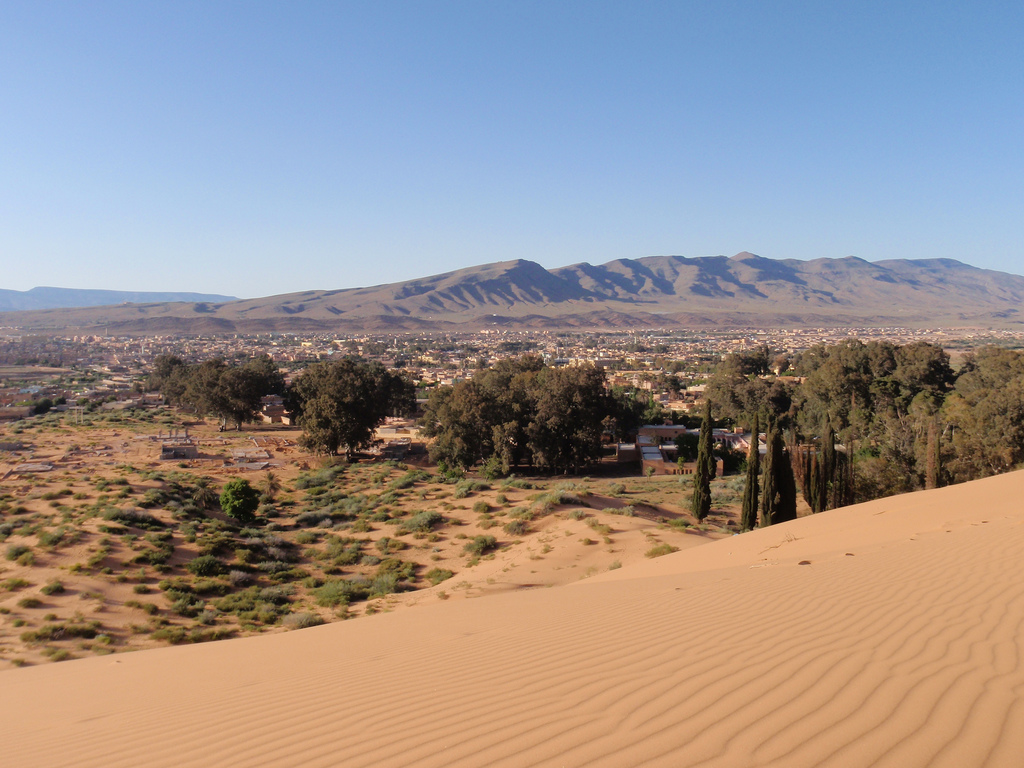
منظر على عين الصفراء.

## التقسيم الإداري
قسّمت هذه الولاية إلى 7 دوائر، وهذه الأخيرة بدورها قسّمت إلى 12 بلدية.

### الدوائر

1. النعامة•
2. عين الصفراء•
3. عسلة•
4. مكمن بن عمار•
5. المشرية•
6. مغرار•
7. صفيصيفة

1. دائرة النعامة
2. دائرة عين الصفراء
3. دائرة عسلة
4. دائرة مكمن بن عمار
5. دائرة المشرية
6. دائرة مغرار
7. دائرة صفيصيفة

### البلديات

بلديات ولاية النعامة.

1. بلدية النعامة
2. بلدية المشرية
3. بلدية عين الصفراء
4. بلدية تيوت
5. بلدية صفيصيفة
6. بلدية مغرار
7. بلدية عسلة
8. بلدية جنين بورزق
9. بلدية عين بن خليل
10. بلدية بن عمار
11. بلدية القصدير
12. بلدية البيوض

## التعليم الجامعي
تضم هذه الولاية العديد من المنشآت التربوية وكذا مركز جامعي (المركز الجامعي صالحي أحمد)
- المركز الجامعي النعامة.[3]

## وصلات خارجية
- الموقع الرسمي لولاية النعامة.
- موقع إذاعة النعامة الجهوية: البث الحي (هنا).
- النعامة للأخبار: موقع أخبار ولاية النعامة.
- منتديات عين الصفراء.
- منتديات المشرية.

1. ↑  Mohamed Hadeid, Abed Bendjelid, Jacques Fontaine et Serge Ormaux, « Dynamique spatiale d’un espace à caractère steppique : le cas des Hautes Plaines sud-oranaises (Algérie) », في Cahiers de géographie du Québec, vol. 59, no 168, 2015, ص. 
469–496 ISSN 0007-9766 [النص الكامل, lien DOI (pages consultées le 2020-10-26)]
2. ↑  السكان المقيمين في الولاية حسب السن والجنس. نسخة محفوظة 21 أكتوبر 2016 على موقع واي باك مشين.
3. ↑  الموقع الرسمي للمركز الجامعي النعامة نسخة محفوظة 29 ديسمبر 2017 على موقع واي باك مشين.